# Tanggel (Randublatung)
Tanggel is een bestuurslaag in het regentschap Blora van de provincie Midden-Java, Indonesië. Tanggel telt 4994 inwoners (volkstelling 2010).